# 滕之倫
滕之倫，字伯伦，廣西承宣佈政使司桂林府全州人。明朝解元、政治人物。

## 生平
明神宗萬曆四十三年（1615年），中式乙卯科廣西鄉試第一名舉人（解元），歷河南靈寶縣知縣，修城有功。官庶吉士，崇祯末至施。诗作颇为丰富，有题《象牙》、《五峰》等。